# Paraphasma amabile
Paraphasma amabile är en insektsart som beskrevs av Ludwig Redtenbacher 1906. Paraphasma amabile ingår i släktet Paraphasma och familjen Pseudophasmatidae. Inga underarter finns listade i Catalogue of Life.